# CS Otopeni
CS Otopeni es un club rumano de fútbol de la ciudad de Otopeni, situada al sur de Rumanía. Fundado en 2001, juegan en la Liga I, tras quedar la temporada 2007-08 en segunda posición en el grupo I de la Liga II. A primera división le acompañaron FC Brasov, CS Gaz Metan Medias y FC Arges. 